# MGM/CGM-13 (ミサイル)
MGM/CGM-13 メース
国立アメリカ空軍博物館に展示されている CGM-13B は、1971年まで実際に沖縄に配備されていたもの。
- 用途：戦術地対地攻撃
- 分類：地対地ミサイル、巡航ミサイル
- 製造者：マーチン
- 運用者： アメリカ合衆国（アメリカ空軍）
- 初飛行：1956年
- 運用開始：1959年
- 退役：1970年代初期
- 運用状況：退役
- ユニットコスト：452,000 USドル[1]

MGM/CGM-13 メース（英: Mace)は、アメリカ合衆国のマーチンによって開発され、MGM-1 マタドールから発展した戦術地対地巡航ミサイルである。通称の「メイス」とは打撃武器の戦棍・鎚矛、又は儀礼用の職杖の意味。1963年の命名規則の変更までTM-76 戦術ミサイルと呼ばれ、後に移動発射型がMGM-13、コンテナ発射型がCGM-13に改名された。
アメリカ軍は米国の占領下にあった沖縄に、1961年から旧共産圏側に向けてメースを配備する四カ所の基地を建設した。その頃の日本の新聞、雑誌などでは「メース」、「メースB」と表記されている。

## 概要
メイスの開発は1954年から始まり、1956年に試作機YTM-61Bが初めて発射された。最初の発射実験は、1958年6月10日、ニューメキシコのホロマン空軍ミサイルセンターで行われた。メイスの配備は1959年から始まり、1971年まで運用されていた。
形状は、円柱形の胴体に後退翼を持ち、T字尾翼を配していた。初期加速時のために固体燃料ブースターロケット、巡航時のためにアリソン J33ターボジェットエンジンを使用し、移動式のトレーラー又は防護された掩蔽壕から発射（ゼロ距離発進）された。また、メイスは、後のAGM-28 ハウンド・ドッグと共通のW28核弾頭を搭載できた。メイスのサイズと飛行性能が航空機に似ていたため、若干のメイスが標的ドローンとしても使用された。

## 各型
メイスの生産は1958年に始まり、最終的には2つの形態のミサイルが配備された。

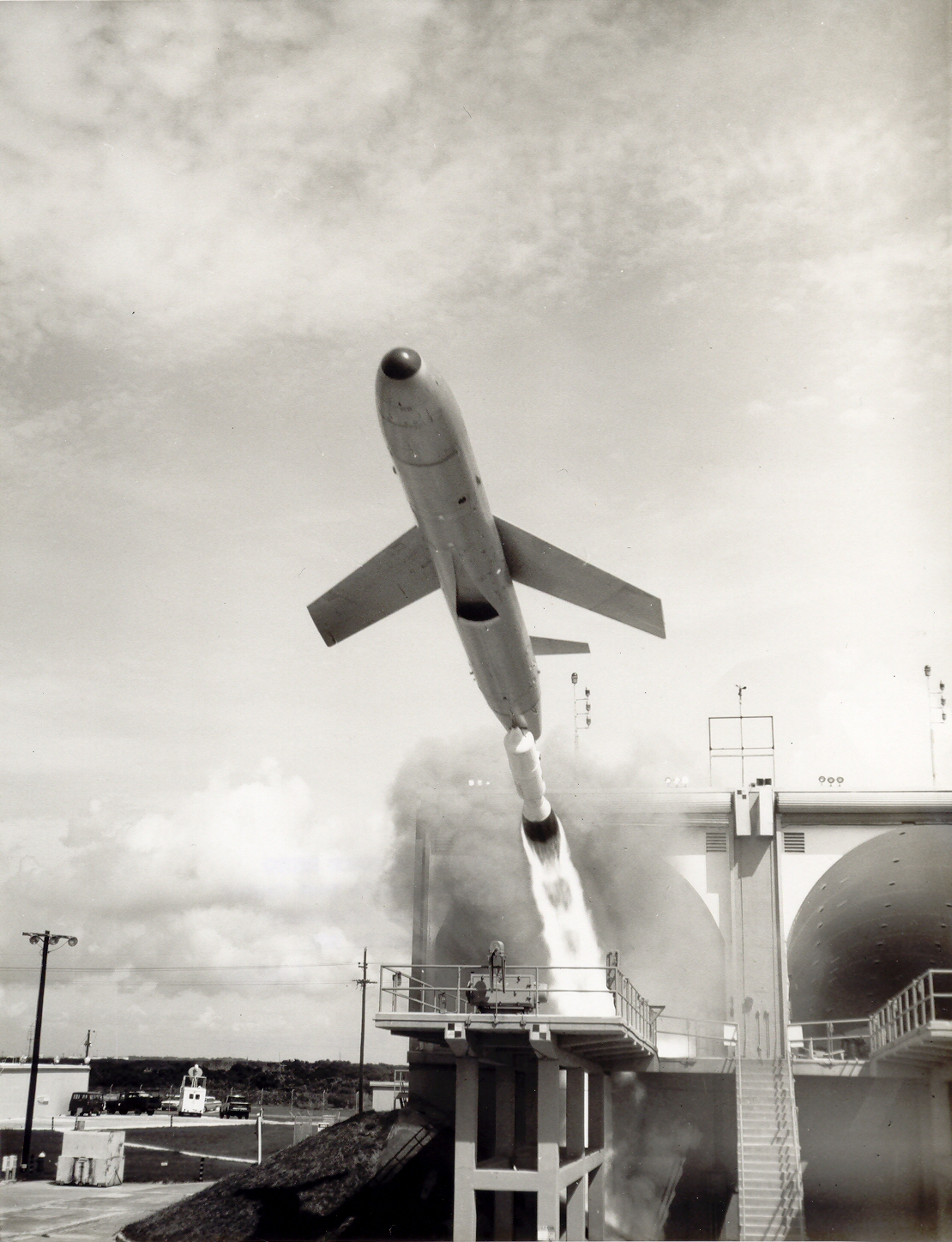
防護された掩蔽壕からのメイスBの発射

メイスA (MaceA)
ATRAN（Automatic Terrain Recognition And Navigation）地形照合レーダー航法装置を装備している。可動式トレーラーランチャーに搭載されるように設計された。1959年6月、西ドイツに配備された。
メイスB (MaceB)
慣性航法装置を装備し、射程延伸。コンクリートで強化されたシェルターから発射されるよう設計され、1961年に沖縄に配備された。

## 現存するMGM/CGM-13
次のリストは、メイスミサイルを展示している博物館である。
- アメリカ空軍 宇宙とミサイルの博物館（フロリダ州ケープ・カナヴェラル空軍ステーション）[3]
- アメリカ空軍兵器博物館（フロリダ州エグリン空軍基地（英語版））
- 国立アメリカ空軍博物館（オハイオ州デイトン、ライトパターソン空軍基地）展示されているメイスBは沖縄に配備されていたもの。

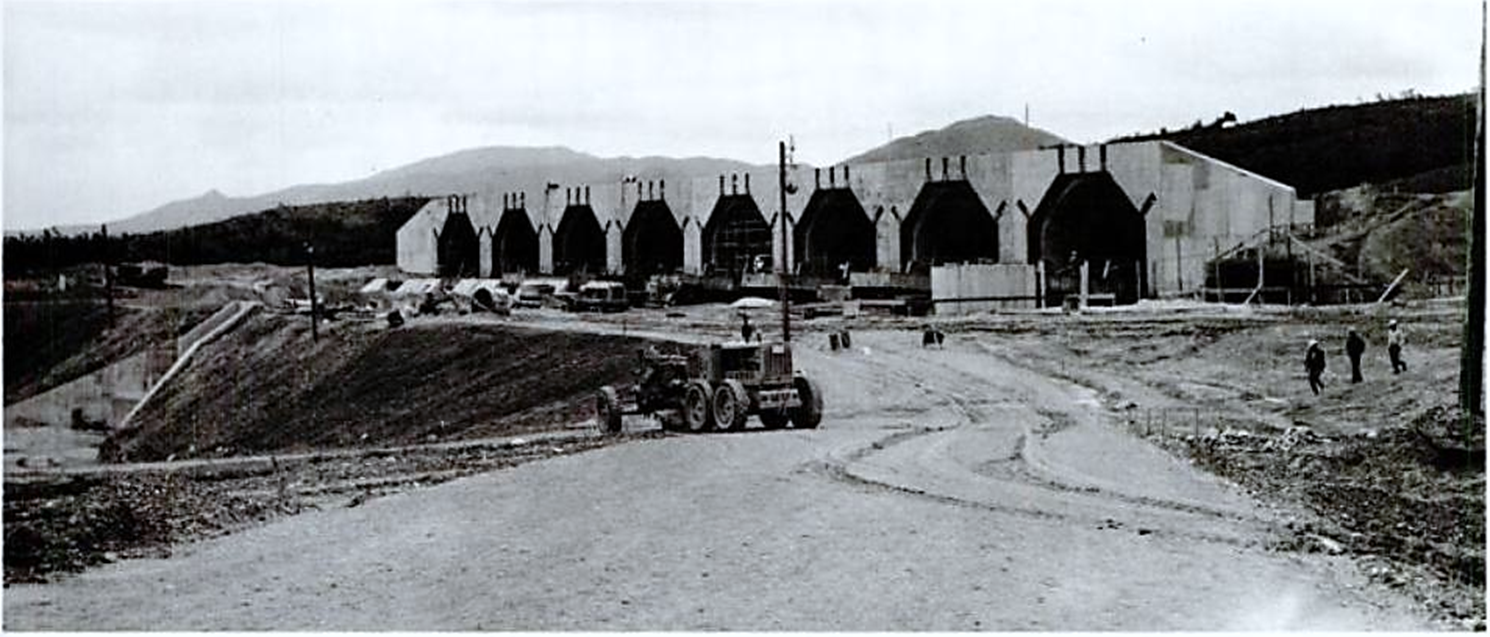
沖縄に建設中のメイス (1960年)

## 米占領下の沖縄に配備されたメイスB

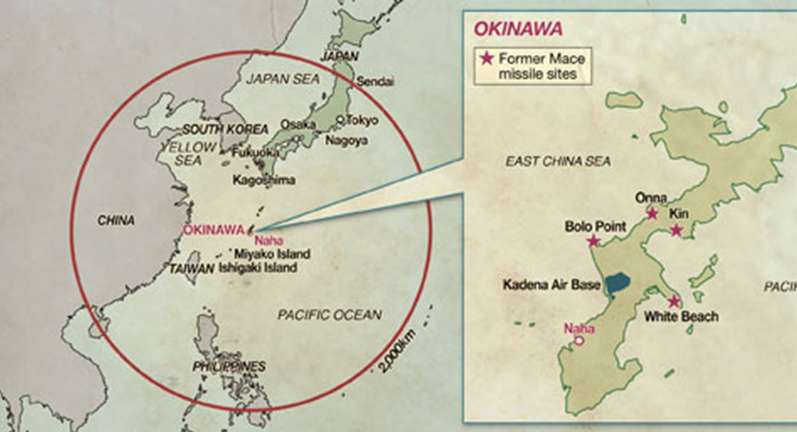
メイスBが配備されていた沖縄の基地

### 第498戦術ミサイル群
1961年3月、米国は占領下にある沖縄にメイスBの配備を決定、嘉手納基地に拠点をおく第5空軍の第498戦術ミサイル隊 (498th Tactical Missile Group) の管理下で、読谷の第一サイト、勝連半島の第二サイト、金武の第三サイト、恩納村の第四サイトの4カ所にメイスB発射台の地下拠点が作られた。

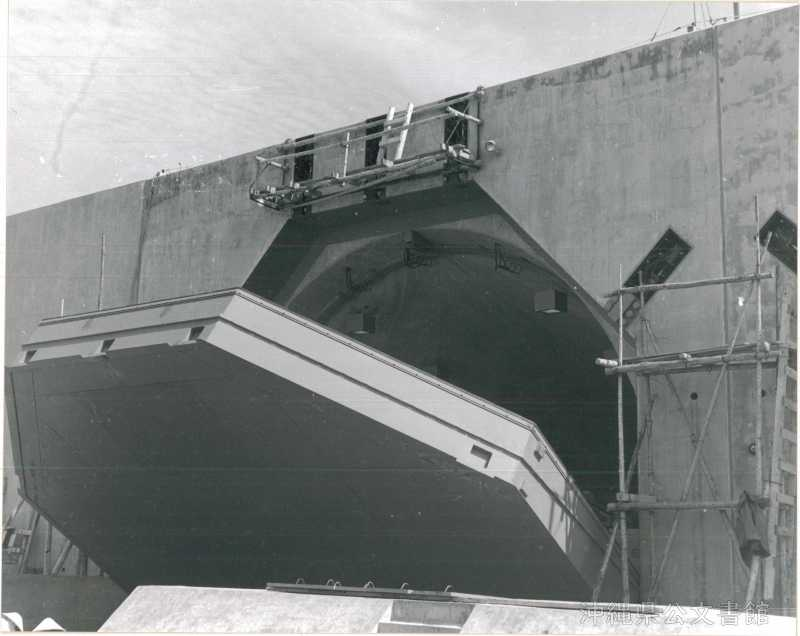
ミサイルセルの各スチールドアだけで89トン以上ある

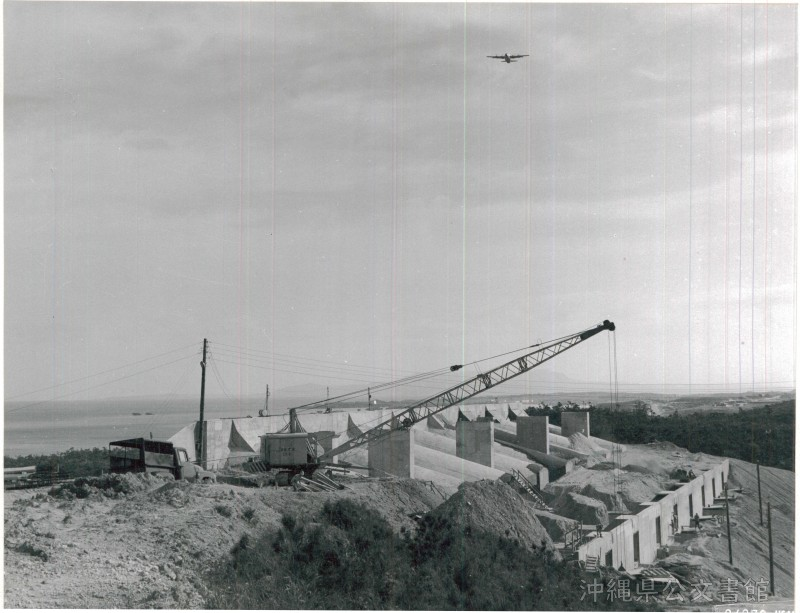
建設中のメイスサイト

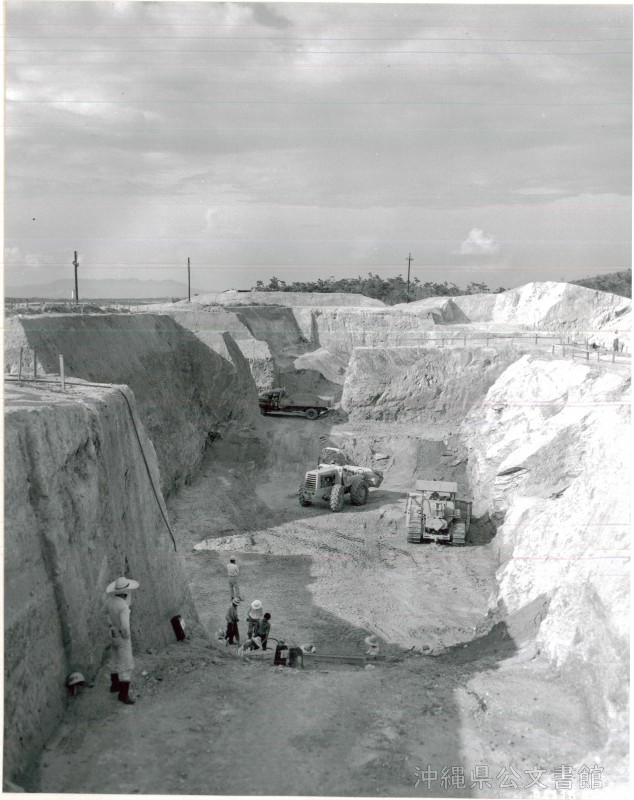
メイスサイト建設、地下部分

|   |                 | メイス基地             | 備考     |
| 1 | 嘉手納第1サイト | ボロー・ポイント射撃場 | 読谷村   |
| 2 | 嘉手納第2サイト | ホワイト・ビーチ地区   | うるま市 |
| 3 | 嘉手納第3サイト | ギンバル訓練場         | 金武町   |
| 4 | 嘉手納第4サイト | 恩納サイト             | 恩納村   |

### 沖縄配備の31基
それぞれのサイト（基地）に8基のミサイルが配備され、それぞれのサイトの地下に作られた頑丈なコンクリートシェルターに2つの発射制御センターがあった。そこで広島型原爆より約70倍の威力があるというマーク28の核弾頭を搭載したメイスB巡航ミサイルを各4基ずつ、各7人の特別訓練を受けた「ミサイラー」と呼ばれる発射担当官が担当しており、沖縄には32基の核ミサイルメイスBが随時発射可能な状態で配備されていた。
1961年11月4日、箱根観光ホテルでの国務長官ディーン・ラスクと日本の小坂善太郎外相が出席した会談では「（核兵器の）配備を発表すれば日本で激しい反発を生み、政府は国会質問で答弁を余儀なくされる」と、極秘に行うことを要請している。米国も日本に原爆を投下した米国による沖縄へのメイスミサイル配備は非常に繊細な問題であるということを認識しており、当時のロバート・マクナマラ国防長官は徹底した秘匿の状態で配備することを命じていた。第498戦術ミサイル隊はイニシャルのTMGでのみ呼ばれるよう指示され、エンブレムも作り直された。ミサイルは多くの場合、完全に人目に触れないように搬入された。

沖縄の米空軍によるメイス建設の目的は、核ミサイルとして想定されたホークミサイルとナイキミサイルとは異なる目的があった。県民が知らぬ間に最大で1300発の核兵器が配備されていた沖縄では、当然、核戦争の最前線に押しだされる可能性がある。そこで計画されたのが、沖縄が核兵器で攻撃された後でも、分厚いコンクリートで守られた地下から核ミサイルを発射できるメイスサイトの建築だった。
8つの発射セルに取り付けられたそれぞれの鋼鉄の扉だけでも89トン以上あったと、米陸軍工兵隊の記録は記している。 
日米地位協定で、米国は施設及び区域の返還に伴う原状回復義務がない。そのため返還後の各種の環境調査と解体および原状回復のための作業はすべて日本の税金でまかなわれる。最も膨大な解体費用かかると思われるこれらの4カ所のメイスはすべて日本に「返還」されている。例えば、2013年5月、ギンバル訓練場の2011年の返還にともない、基地の地下に残されていたコンクリートの地下部分の撤去作業の様子がメディアに公開された。メイスが撤去された1970年に米軍が地上部分を解体していたが、元退役軍人の証言を裏付けるように、地下11メートルまで強固なコンクリートのシェルターで構築された地下室が二つ廊下で連結されていた。解体工事費用は約1億5千万円とされ、その後、敷地は地元に返還された。
現在は恩納サイトの嘉手納第4サイトにあったメイスB基地跡地が、跡地を取得した創価学会によって保存され、一般公開されている。

### メイスB誤射未遂事件疑惑
1962年10月14日、キューバ西部を調査飛行中の米軍偵察機が捉えた写真がキューバ危機をひきおこすと、一気に緊張はデフコン2へと引き上げられ、厳戒態勢に入った。10月28日の未明、当日ボロ―ポイント(嘉手納第一サイト)で勤務していたTMGの退役軍人ボードンによると、嘉手納基地から４基ミサイル全部の発射を命ずる無線暗号が送られてきたという。ウィリアム・バセット大尉がデフコン2で発射命令は奇異と感じ、所定の手順に従わず、中断させ命令を確認する作業に入った。確認の結果、通信上のミスであることがわかった。暗号の手違いで沖縄の米軍基地から複数の核兵器が他国に発射されるという危機は、ボードンの証言によると、このように間一髪で阻止されたという。ボードンは、後に誤信号を送ったとされる少佐の軍法会議に出廷したことを証言している。旧ソ連の1983年9月26日におこった核兵器攻撃誤報事件(スタニスラフ・ペトロフ)は有名になったが、西側のメイスB誤射未遂事件に関してその真偽はいまだ明らかにされていない。

## 仕様

### MGM/CGM-13B
出典：the National Museum of the U.S. Air Force
- 全長： 13.56 m （44 ft 6 in）
- 直径： 1.37 m （4 ft 6 in）
- 全高： 2.92 m （9 ft 7 in）
- 発射重量： 8,164 kg （18,000 lb）
- 機関
  - 第1段： チオコール 固形燃料ブースターロケット × 1
推力： 445 kN （100,000 lbf）
  - 第2段： アリソン J33-A-41 ターボジェット × 1
推力： 23 kN （5,200 lbf）
- 巡航速度： 565 kt （1,046 km/h, 650 mph）
- 運用高度： 305～12,192 m （1,000～40,000 ft）
- 射程： 1,217 nm （2,253 km, 1,400 mi）
- 弾頭：
  - 通常弾頭
  - W28核弾頭（核出力： 70 kt～1.45 Mt[2]）